# Andrzej Bierć
Andrzej Antoni Bierć (ur. 16 stycznia 1950 w Jaświłach, zm. 31 października 2020 w Warszawie) – polski prawnik, radca prawny, adwokat, profesor nauk prawnych specjalizujący się w prawie cywilnym i gospodarczym.

## Życiorys

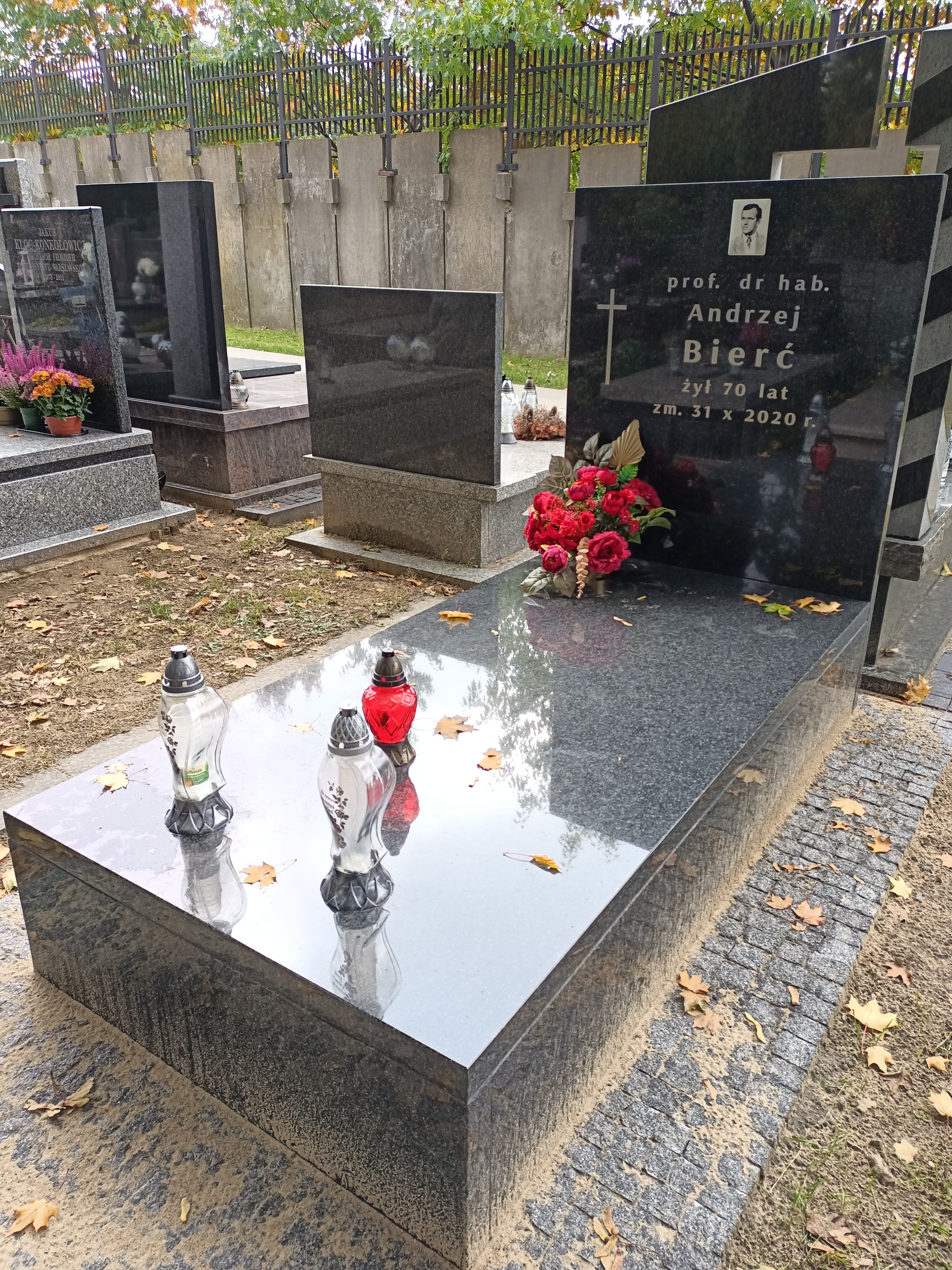
Grób Andrzeja Biercia na Cmentarzu Wojskowym na Powązkach

Syn Jana i Henryki. W 1972 ukończył studia prawnicze na Uniwersytecie Warszawskim. W 1975 obronił w Instytucie Państwa i Prawa PAN pracę doktorską, w 1987 otrzymał tam stopień doktora habilitowanego. 
W latach–1994-1996 był członkiem Zespołu ekspertów do spraw harmonizacji prawa polskiego z prawem Wspólnot Europejskich przy Komitecie Integracji Europejskiej, a także członkiem Zespołu do spraw reformy prawa bankowego przy NBP.
Był współautorem podstaw prawnych rynku kapitałowego – w szczególności prawa kart płatniczych, ochrony danych osobowych kredytobiorców i sądownictwa arbitrażowego
19 grudnia 1999 otrzymał tytuł naukowy profesora nauk prawnych. Piastował stanowisko kierownika Katedry Prawa Cywilnego Europejskiej Wyższej Szkoły Prawa i Administracji w Warszawie (od 2004) oraz Zakładu Polskiego i Europejskiego Prawa Prywatnego Instytutu Nauk Prawnych PAN (od 2003), w latach 2011–2012 pełnił funkcję kierownika Katedry Prawa Prywatnego Wyższej Szkoły Zarządzania i Prawa im. Heleny Chodkowskiej w Warszawie, gdzie prowadził wykłady i seminaria z prawa cywilnego. Pełnił funkcję przewodniczącego Rady Naukowej Instytutu Nauk Prawnych Polskiej Akademii Nauk.
W latach 1987–2006 był członkiem Rady Legislacyjnej.
W 1997 został odznaczony Krzyżem Kawalerskim Orderu Odrodzenia Polski, był także odznaczony srebrnym krzyżem zasługi.
od 2010 r. pełnił funkcję redaktora naukowego „Polskiej Bibliografii Prawniczej” oraz Przewodniczącego Rady Naukowej Instytutu Nauk Prawnych PAN.
Pochowany na cmentarzu Powązki Wojskowe w Warszawie (kwatera B40 dod.-1-23).

## Publikacje
- Andrzej Bierć, Zaopatrzenie emerytalne rolników indywidualnych w PRL, Wrocław/Warszawa: Zakład Narodowy im. Ossolińskich, 1979, ISBN 83-04-00146-2. Brak numerów stron w książce
- Andrzej Bierć, Przedsiębiorstwa wspólne w gospodarce żywnościowej: Zagadnienia organizacyjno-prawne (Prace habilitacyjne), Wrocław: Zakład Narodowy im. Ossolińskich, 1987, ISBN 83-04-02681-3. Brak numerów stron w książce
- Andrzej Bierć, Podstawowe kierunki zmian ustawodawstwa gospodarczego, Warszawa: Instytut Wydawniczy Związków Zawodowych, 1989. Brak numerów stron w książce
- Andrzej Bierć, Partycypacja pracowników w zarządzaniu spółkami kapitałowymi: uwagi de lege ferenda, Warszawa: Instytut Wydawniczy Związków Zawodowych, 1989. Brak numerów stron w książce
- Andrzej Bierć, Zarys prawa prywatnego. Część ogólna, Warszawa: Wolters Kluwer, 2018, ISBN 978-83-264-0792-5. Brak numerów stron w książce